# Luigi Bertoli
Luigi Bertoli (Udine, 30 luglio 1928 – Bergamo, 6 febbraio 2010) è stato un calciatore italiano.

## Carriera
Difensore centrale dotato di buon fisico e grande capacità nel gioco aereo, viene prelevato dall'Atalanta dalle categorie minori (Martignacco in provincia di Udine), facendo il proprio esordio in Serie A con la maglia nerazzurra a 19 anni. A causa di un incidente che si rivela grave e che lo tiene lontano dai campi di gioco per diversi mesi, viene ceduto alla Cremonese in Serie B, dove disputa due buone stagioni. Nel 1951, rientrato a Bergamo, viene ceduto alla Salernitana, sempre tra i cadetti.
Si trasferisce quindi al Cagliari, dove resta per ben sei stagioni (tutte in serie B), diventandone titolare inamovibile e capitano. Gioca altre due stagioni nel campionato cadetto con la Reggiana, per concludere poi la carriera tra le file del Pisa, in Serie C.
In carriera ha totalizzato complessivamente 9 presenze in Serie A e 320 presenze e 4 reti in Serie B.
Ultimata la carriera nel 1962 ha avviato a Bergamo un'attività commerciale con la moglie.
È venuto a mancare il 6 febbraio 2010 a Bergamo all'età di 81 anni, dopo una lunga malattia.